# 安全地帯II
『安全地帯II』（あんぜんちたいツー）は、日本のロックバンドである安全地帯の2枚目のオリジナル・アルバム。
1984年5月1日にKitty Recordsよりリリースされた。前作『安全地帯I Remember to Remember』より1年4ヶ月ぶりにリリースされた作品であり、作詞は井上陽水および松井五郎、作曲は全曲共に玉置浩二、プロデューサーは星勝および金子章平が担当している。本作以降、安全地帯の楽曲の大半の作詞は松井が主に担当していく事になる。
サントリー「赤玉パンチ」のコマーシャルソングとして使用され、オリコンシングルチャート第1位を獲得し大ヒットとなった先行シングル「ワインレッドの心」、同じく先行シングルとしてリリースされた「真夜中すぎの恋」を収録しているほか、「マスカレード」が後にリカットとしてリリースされた。
レコーディングは1983年6月から1984年3月までKRSスタジオおよび伊豆スタジオにて行われた。「ワインレッドの心」の大ヒットにより一躍脚光を浴び始めた時期にリリースされた作品であり、玉置による歌謡曲を意識した曲と松井による都会の恋愛を想起させる歌詞とで構成された曲が多く収録されている。本作はオリコンアルバムチャートにおいて最高位第2位を記録、さらに1984年度の年間では第19位を獲得した。

## 背景
安全地帯は1982年2月25日にシングル「萠黄色のスナップ」でデビュー、以降2ndシングル「オン・マイ・ウェイ」（1982年）、3rdシングル「ラスベガス・タイフーン」（1983年）をリリースするも売り上げが伸びず、世間での認知度も低い状態となっていた。ヒット曲が出ない事を問題視したプロデューサーの星勝より作曲を井上陽水に依頼する事を打診された玉置は、その提案に対し「曲は俺が自分で作る。それができないんならバンド辞めて北海道に帰ります」と自身での作曲に固執した。本来はドゥービー・ブラザーズのようなロックバンドを目指して活動していた同バンドであったが、ヒットが確実視されるような「歌謡曲っぽくて売れそうな感じの曲」の制作のため玉置は1週間自宅に閉じこもる事となった。その後玉置は「ワインレッドの心」を完成させ、同曲を聴いたギタリストの矢萩渉は「それまでの曲とは全然違っていた」と応えた。
自信作であった「ワインレッドの心」だが、1983年11月25日のリリース直後は売り上げが伸びず、B面曲であった「We're alive」が東北地方でブリヂストンのコマーシャルソングとして使用された事で売り上げが伸びはじめ、後に「ワインレッドの心」の方でも話題となり、オリコンチャートで20位圏内にランクインする事となった。またランクインを切っ掛けにフジテレビ系音楽番組『夜のヒットスタジオ』（1968年 - 1985年）に出演した事でさらに売り上げが伸び、1984年3月にオリコンチャートで最高位第1位を獲得、売り上げ枚数は71.4万枚と大ヒットを記録した。

## 録音、制作
レコーディングは1983年6月から1984年3月まで、9ヶ月間と長期に亘ってKRSスタジオおよび伊豆スタジオにて行われた。これに関しベース担当の六土開正は「2枚目は早く作ろうっていいながら、結局レコーディングに1年くらいかかっちゃった」と述べている。本作ではシングルとしてリリースされた「ワインレッドの心」、「真夜中すぎの恋」以外の曲の作詞は全て松井五郎が手掛けている。松井はチャゲ&飛鳥のアルバム『熱風』（1981年）において作詞家としてデビューを果たしており、その後安全地帯側から作詞の依頼が出されることとなった。松井が依頼された経緯は、後にTM NETWORKを結成する小室哲哉および木根尚登がプロデュースしたSERIKA with DOGのアルバム『CAUTION』（1983年）において作詞を手掛けたところ、当時安全地帯のディレクターを担当していた人物が歌詞を気に入り、また玉置と年齢が近いという理由もあって依頼されることとなった。
松井と玉置は1983年11月に初めて対面しており、松井は玉置の第一印象を「成熟した少年」であったと述べている。松井と玉置の共作は1983年11月1日にリリースされた本田恭章のシングル「サヨナラのSEXY BELL」のB面曲であった「ONE NIGHT HEAVEN」が初であり、デモテープを聴いた松井は玉置に対して「ずいぶん良い曲を書くヤツだな」という印象を受けたという。同年晩夏に「ONE NIGHT HEAVEN」の作詞の依頼があった際にデモテープを聴いて感銘を受けた松井であったが、当時松井は玉置の存在を知らず、また互いに顔を合わせることなく楽曲の制作が行われた。その後アルバム制作用のデモテープを受け取った松井は締め切りまで1週間という段階で、依頼されていないにも拘わらず全曲の作詞を行い、「使ってもらえなくても良い」という感覚で安全地帯側に提出したと述べている。結果として、「ワインレッドの心」と「真夜中すぎの恋」以外はすべて松井による歌詞が採用されることとなった。松井は玉置の声やメロディ、安全地帯のバンドサウンドが琴線に触れたために全曲作詞したと述べている。その後井上は自身の活動があることやスタッフ側からのメンバーと同年齢の作詞家に依頼したいという意向も影響し、松井はバンドメンバーのような形で作品制作に携わるようになった。
松井は自身の信条として「松井五郎という名前を覚えられるよりも、歌そのものが残っていったり、歌が人に伝わっていくことのほうが重要」と述べたほか、「その人に一番似合う、その人そのものになっていく言葉、それが僕にとっては一番の目標」であるとも述べている。そのため後に週刊誌を賑わす事の多くなる玉置に対しては、アーティストとしての生活感を生々しく表現する事を目的に、難解な言葉は使用せずリアリティを重視して言葉を選定していたという。また松井は「僕にとっては浩二のメロディと声は特別なんです」とも述べ、「アーティストの生き様とか肉声というパーソナルな部分を大事にするやり方を、僕に一番植え付けてくれたのは浩二だった」と自身の方向性が玉置によって定められた事を述べている。松井は玉置の声の響きやメロディに絶大な信頼を感じており、ありふれた言葉であっても玉置が歌う事で異なる意味合いを持たせる事ができると述べている。松井は後にリリースされるシングル「恋の予感」の作詞も手掛けたが、30回ほど書き直した末に没となった。採用された井上陽水の歌詞を見て「書かないことの美学、美しさというのがあって。あ、これで良いんだって解答を見せられた感じがすごくあった」と述べている。

## 音楽性と歌詞
松井が玉置と出会ってから初めて作詞を手掛けた楽曲が「マスカレード」であり、松井は自著『Friend』にて「まずはじめに、そのせつない旋律を、ぼくは選んだ」と、複数ある楽曲のデモ音源の中から同曲を選定したと述べている。松井がデモテープを受け取ってから1週間後、玉置は松井のオフィスを訪れ歌詞の書かれた原稿を1枚ずつ手に取り、メロディーと歌詞を合わせていく作業を行った。その中で玉置が最も気に入った歌詞が「眠れない隣人」であり、メロディーと歌詞を合わせてその場で歌いだしたと松井は述べている。松井は前作がウェストコースト・ロックのような音楽性であったのに対し、本作では「ワインレッドの心」のヒットにより同曲のイメージを広げていくことが目的であったと述べ、玉置個人のキャラクター性を等身大の男性ではなく抽象的で神秘的、妖艶な印象にデフォルメしていたとも述べている。
玉置浩二の自伝本『玉置浩二 幸せになるために生まれてきたんだから』において著者である志田は、松井による作詞の手法に関して「それまでの歌謡曲で重視されていた具体的な状況設定や物語性を、きれいに省略し、代わりに、歌詞の中で描かれている人物の感情を象徴的な言葉で大胆にクローズアップするもの」と述べたほか「細部の丁寧な描写よりも、印象に残りやすい鮮烈なキーワードを求めるロックのフィールドにおいても貴重な手法だった」とも述べており、また歌詞の世界観に関しては「都会的な恋愛を描くことによって、ロマンチックなメロディを巧みに印象づけていった」と述べている。その他、本作収録曲「マスカレード」での「嘘つきな薔薇」という歌詞に関しては「恋心と裏腹な行動を取る不安定なキャラクターをシンボライズさせる手法」と述べている。
音楽情報サイト『OKMusic』にてライターの帆苅智之は、ファーストアルバムと比較して「このバンド独特のウェットさが増している」と指摘、さらにギターサウンドの多彩さを挙げた上でハードロックやアメリカンロック、ソウルミュージック、ファンクなどの要素が盛り込まれており、ニュー・ウェイヴからオールドスクールなロックに至るまで幅広いオマージュが感じられると指摘した。またその多彩な要素が楽曲によってではなく1曲の中に集約して表現されている点を指摘し、「ワインレッドの心」のアウトロにはスパニッシュな音色が使用されている事、「真夜中すぎの恋」は後のヴィジュアル系の音楽性に通ずる「アップテンポで骨太なリズムに繊細なギター」という組み合わせになっており、Bメロにおいてはウルトラヴォックスのような「乾いたノイジーなカッティング」の後に間奏ではハードロックのようなアプローチになっている事を指摘した。その他、本作から参加した作詞家の松井五郎による歌詞がその後の安全地帯のイメージを決定づけたと指摘し、松井が後にBOØWYや氷室京介、吉川晃司などの作品を手掛けた事を挙げ、それらのミュージシャンを彷彿させる歌詞が多いとした他、「真夏のマリア」のサウンドがニューウェイヴの要素を持ちギターが跳ねている事から「一時期のBOØWYのようである」と指摘した。

## リリース、アートワーク、チャート成績
本作は1984年5月1日にLPレコードおよびカセットテープ、CDの3形態でリリースされた。本作からは1983年11月25日にサントリー「赤玉パンチ」のコマーシャルソングとして使用された「ワインレッドの心」、1984年4月16日に「真夜中すぎの恋」が先行シングルとしてシングルカットされた他、同年7月25日にマスカレード」がリカットされた。
前作で使用されている写真ではメンバーそれぞれが自前の衣装であったが、「ワインレッドの心」の大ヒットによりビジュアル面のプロデュースも行われるようになり、メンバー全員が髪型を変更してブランドもののスーツを着用し、都会的な洗練されたイメージの下ファッショナブルな路線で売り出される事となった。これは、ロックバンドが商業音楽としてまだ普及しきれていない当時の状況下で、安全地帯をメジャーで流通させるためにスタッフが選択した戦略であった。しかしこの路線に関して玉置は「このまま行って大丈夫か?」と懸念していたという。本作に関するテレビ出演として、シングル「ワインレッドの心」がオリコンチャートにて10位以内にチャートインしたことから、フジテレビ系音楽番組『夜のヒットスタジオ』（1968年 - 1985年）の出演が決定、同年2月6日に同番組に初出演した後、3月12日、4月2日にも出演した。同番組には継続的に出演し、「真夜中すぎの恋」および「マスカレード」も演奏している。TBS系音楽番組『ザ・ベストテン』（1978年 - 1989年）には同年2月23日に「ワインレッドの心」が第10位にランクインして初出演し、その後も同曲で3月1日および3月8日に第6位、3月15日および3月22日に第3位、3月29日に第5位、4月5日から4月26日までは第2位、5月3日は第6位、5月10日は第5位と長期に亘りランクインし続けた。同番組での最高順位は第2位となったが、その間第1位の座を維持していたのがチェッカーズの「涙のリクエスト」であった。
本作はオリコンアルバムチャートにおいてLPレコードが最高位第2位の登場週数52回で売り上げ枚数は28.7万枚、カセットテープは最高位第2位の登場回数75回で売り上げ枚数は25.8万枚、売り上げ枚数の累計では54.5万枚となった。2022年に実施されたねとらぼ調査隊による安全地帯のアルバム人気ランキングでは第3位、、2023年に実施された同ランキングでは第4位となった。
1990年7月25日、1992年11月21日、2007年3月7日にはCDのみ再リリースされ、2010年3月3日には完全復活を記念してSHM-CDにて、2017年11月22日にはデビュー35周年を記念してLP盤を再現した紙ジャケット、SHM-CDにて再リリースされた。それ以外にも1996年10月2日にはCD-BOX『安全地帯 メモリアル・コレクション』に収録され、2010年6月23日にはCD-BOX『安全地帯BOX 1982-1993』に収録されて再リリースされた。

## 反響

### 批評
| 専門評論家によるレビュー | 専門評論家によるレビュー |
| レビュー・スコア         | レビュー・スコア         |
| 出典                     | 評価                     |
| ------------------------ | ------------------------ |
| CDジャーナル             | 肯定的                   |
| TOWER RECORDS ONLINE     | 肯定的                   |
| OKMusic                  | 肯定的                   |

批評家たちからは玉置の歌唱力に対して称賛する声が多数上げられ、音楽情報サイト『CDジャーナル』では、玉置のメロディメイカーとしての才能を肯定的に評価した他、「歌手としてもこの時点ですでに完成していることにあらためて感服した」と歌唱力を絶賛、音楽情報サイト『TOWER RECORDS ONLINE』では、同バンドの当時の状況に関して「玉置浩二の大人の色気と歌唱力で一気にスターダムにのし上がった」と表現、音楽情報サイト『OKMusic』にてライターの帆苅智之は、玉置浩二のボーカルに関して「圧倒的な存在感」と指摘しメロディーラインが「歌声の艶っぽさを最大限に引き出している」と称賛した。
また楽曲やサウンド面、歌詞においても称賛する声が多く挙げられ、『TOWER RECORDS ONLINE』では「3曲のシングルが並ぶLPA面は圧巻」と収録曲に関して絶賛、音楽情報サイト『OKMusic』にて帆苅は、様々なジャンルの要素が1曲の中に注入されている事に関して「バンドのポテンシャルが高く、プロデュース能力が確かな証拠」と指摘、ファーストアルバムではハードロックの要素が強かった安全地帯が80年代に制作した音である事を加味して「さらに味わい深く感じられるのではないか」と評価した。その他、松井による歌詞に関しては、後の安全地帯のイメージを決定づけた事を指摘した上で、井上陽水による作詞にあった妖艶さは残しながらも職業作家としての巧みさやプロフェッショナルな仕事ぶりを発揮したとした上で「安全地帯楽曲の奥行きを広げていったと言える」と肯定的に評価した。

### カバー
シングルカットされた「ワインレッドの心」は数多くの歌手によってカバーされている。詳細は同項目を参照。また、収録曲である「あなたに」は以下の複数のミュージシャンによってカバーされており、デビュー40周年記念ベスト・アルバム『THE BEST ALBUM 40th ANNIVERSARY 〜あの頃へ〜』（2022年）収録曲を決定するファン投票において第3位となった。
- 香西かおり - カバー・アルバム『香西かおり 玉置浩二を唄う』（2017年）に収録[40][41]。
- ダニー・サマー（夏韶聲） - 広東語バージョン、「路中情」のタイトルでアルバム『漂亮的固執』（1988年）に収録。
- つんく♂ - アルバム『タイプ2』（2005年）に収録。
- 李克勤（英語版） - 広東語バージョン、「句號」のタイトルでアルバム『復克』（2013年）に収録。
- 平原綾香 - カバー・アルバム『From To』（2005年）に収録[42][43]。
- 森川美穂 - アルバム『another Face ～ tribute to Goro Matsui + Koji Tamaki ～』（2019年）に収録。

## 収録曲
- CD付属の歌詞カードに記載されたクレジットを参照[44]。

| #         | タイトル             | 作詞      | 作曲      | 編曲           | 時間  |
| --------- | -------------------- | --------- | --------- | -------------- | ----- |
| 1.        | 「ワインレッドの心」 | 井上陽水  | 玉置浩二  | 星勝、安全地帯 | 4:11  |
| 2.        | 「真夜中すぎの恋」   | 井上陽水  | 玉置浩二  | 星勝、安全地帯 | 3:53  |
| 3.        | 「眠れない隣人」     | 松井五郎  | 玉置浩二  | 星勝、安全地帯 | 3:36  |
| 4.        | 「マスカレード」     | 松井五郎  | 玉置浩二  | 星勝、安全地帯 | 4:22  |
| 5.        | 「あなたに」         | 松井五郎  | 玉置浩二  | 星勝、安全地帯 | 3:53  |
| 合計時間: | 合計時間:            | 合計時間: | 合計時間: | 合計時間:      | 19:55 |

| #         | タイトル               | 作詞      | 作曲      | 編曲           | 時間  |
| --------- | ---------------------- | --------- | --------- | -------------- | ----- |
| 6.        | 「…ふたり…」           | 松井五郎  | 玉置浩二  | 星勝、安全地帯 | 3:26  |
| 7.        | 「真夏のマリア」       | 松井五郎  | 玉置浩二  | 星勝、安全地帯 | 3:44  |
| 8.        | 「つり下がったハート」 | 松井五郎  | 玉置浩二  | 星勝、安全地帯 | 3:40  |
| 9.        | 「ダンサー」           | 松井五郎  | 玉置浩二  | 星勝、安全地帯 | 3:34  |
| 10.       | 「La-La-La」           | 松井五郎  | 玉置浩二  | 星勝、安全地帯 | 4:12  |
| 合計時間: | 合計時間:              | 合計時間: | 合計時間: | 合計時間:      | 18:36 |

## スタッフ・クレジット
- CD付属の歌詞カードに記載されたクレジットを参照[44]。

### 安全地帯
- 玉置浩二 – ボーカル
- 矢萩渉 – ギター
- 武沢豊 – ギター
- 六土開正 – ベース、キーボード
- 田中裕二 – ドラムス

### 録音スタッフ
- 星勝 – プロデューサー
- 金子章平 – プロデューサー
- 近藤由紀夫 – ディレクター
- 酒井祐司 – アーティスト・マネージメント
- 諸鍜治辰也（KRSスタジオ） – レコーディング・エンジニア、リミックス・エンジニア
- 丸山光晴（KRSスタジオ） – アシスタント・エンジニア
- 福田雅一（KRSスタジオ） – アシスタント・エンジニア

### 美術スタッフ
- トニー・ヴィラモンテス（英語版） – フロントカバ－・イラスト
- Hanae Mori International – フロントカバー・イラスト・アレンジメント
- 蓮井幹生 (his) – アート・ディレクション、デザイン
- 井上薫 (his) – アシスタント・デザイナー
- 島田達彦 (his) – 写真撮影

### 制作スタッフ
- 田中裕 – A&Rマネージメント
- 斎藤テツ – パブリック・リレーションズ
- 井上陽水 – スペシャル・サンクス
- 大森昭男 – スペシャル・サンクス
- 高橋健樹 – スペシャル・サンクス
- 八木浩 – スペシャル・サンクス
- ローランド・ギターシンセサイザー – スペシャル・サンクス
- 流行通信 – スペシャル・サンクス

## チャート
| チャート         | 最高順位 | 登場週数 | 売上数   | 規格 | 出典  |
| ---------------- | -------- | -------- | -------- | ---- | ----- |
| 日本（オリコン） | 2位      | 52回     | 28.7万枚 | LP   | [ 2 ] |
| 日本（オリコン） | 2位      | 75回     | 25.8万枚 | CT   |       |

## リリース日一覧
| No. | 地域 | リリース日     | レーベル             | 規格         | カタログ番号 | 備考                                              | 出典          |
| --- | ---- | -------------- | -------------------- | ------------ | ------------ | ------------------------------------------------- | ------------- |
| 1   | 日本 | 1984年5月1日   | Kitty Records        | LP           | 28MS 0055    |                                                   | [ 2 ]         |
| 2   | 日本 | 1984年5月1日   | Kitty Records        | CT           | 28CS 0035    |                                                   |               |
| 3   | 日本 | 1984年5月1日   | Kitty Records        | CD           | 3133-12      |                                                   |               |
| 4   | 香港 | 1984年         | ポリドール・レコード | LP           | 823 101-1    |                                                   |               |
| 5   | 日本 | 1990年7月25日  | Kitty Records        | CD           | KTCR-1031    |                                                   | [ 45 ]        |
| 6   | 日本 | 1992年11月21日 | Kitty Records        | CD           | KTCR-1202    |                                                   | [ 46 ] [ 47 ] |
| 7   | 日本 | 1996年10月2日  | Kitty Records        | CD           | KTCR-1602    | CD-BOX『安全地帯 メモリアル・コレクション』に収録 | [ 48 ] [ 49 ] |
| 8   | 日本 | 2007年3月7日   | UMJ                  | CD           | UPCY-6329    |                                                   | [ 50 ] [ 37 ] |
| 9   | 日本 | 2010年3月3日   | UMJ                  | SHM-CD       | UPCY-6571    |                                                   | [ 51 ] [ 52 ] |
| 10  | 日本 | 2010年6月23日  | UMJ                  | SHM-CD       | UPCY-9197    | CD-BOX『安全地帯BOX 1982-1993』に収録             | [ 53 ] [ 54 ] |
| 11  | 日本 | 2013年3月1日   | UMJ                  | AAC-LC       | -            | デジタル・ダウンロード                            | [ 55 ]        |
| 12  | 日本 | 2013年3月1日   | UMJ                  | ロスレスFLAC | -            | デジタル・ダウンロード                            | [ 56 ]        |
| 13  | 日本 | 2017年11月22日 | UMJ                  | SHM-CD       | UPCY-9707    | 紙ジャケット仕様                                  | [ 36 ] [ 38 ] |